# Aix-en-Diois
Aix-en-Diois är en kommun i departementet Drôme i regionen Auvergne-Rhône-Alpes i sydöstra Frankrike. Kommunen ligger i kantonen Die som tillhör arrondissementet Die. År 2018 hade Aix-en-Diois 335 invånare.

## Befolkningsutveckling
Antalet invånare i kommunen Aix-en-Diois
Referens:INSEE